# 리볼리

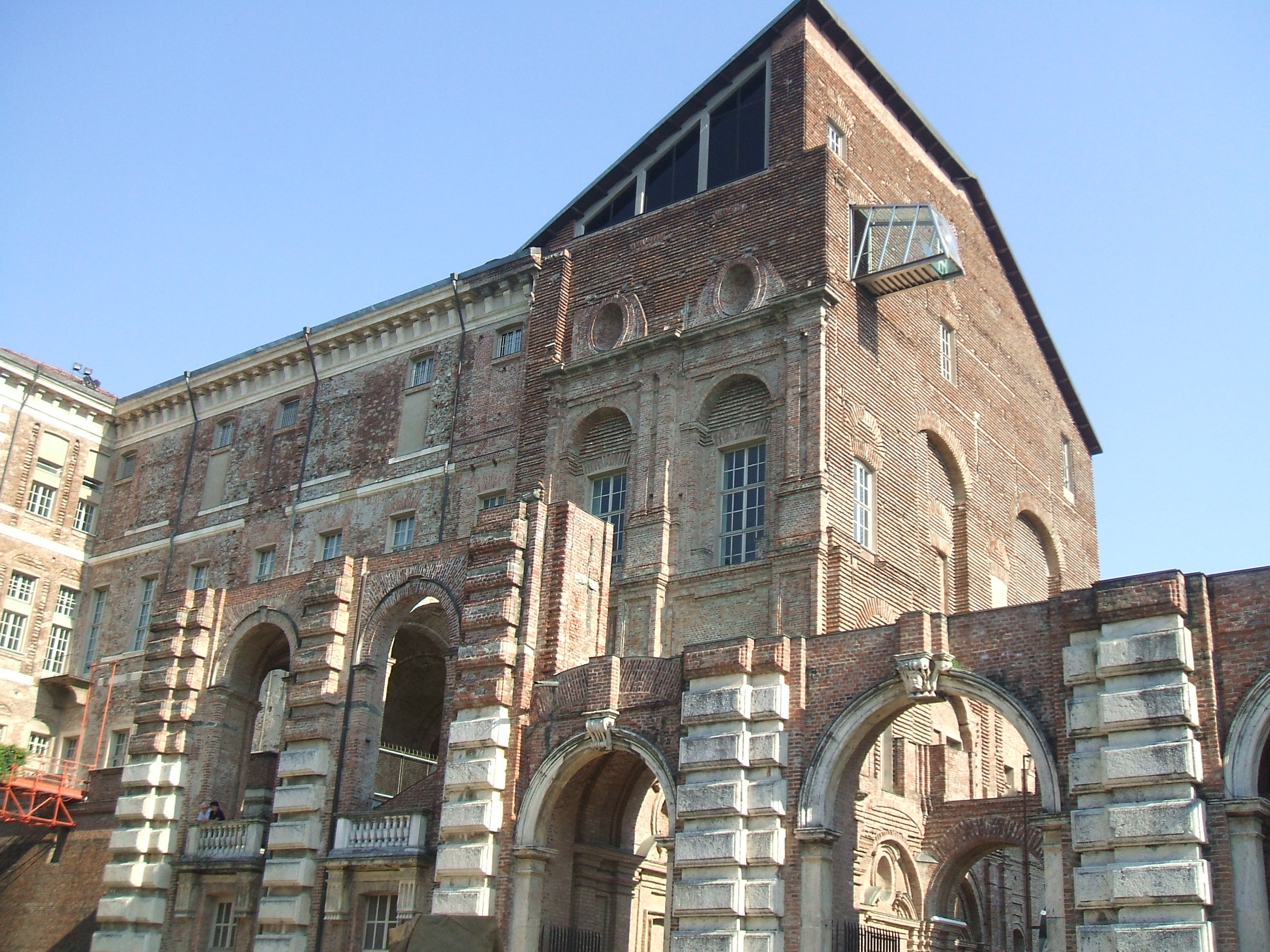
리볼리 성

리볼리(이탈리아어: Rivoli)는 이탈리아 피에몬테주 토리노현에 위치한 코무네로 면적은 43.06km2, 높이는 313m, 인구는 5,180명(2013년 12월 31일 기준), 인구 밀도는 120명/km2이다. 토리노에서 서쪽으로 약 14km 정도 떨어진 곳에 위치한다.

## 자매 도시
- 스페인 물례트델발례스
- 독일 라벤스부르크
- 슬로베니아 크란
- 프랑스 몽텔리마르
- 루마니아 로만